# Христо Доямов
Христо (Ицо) Доямов (на гръцки: Χρήστος, Ίτσος Δογιάμας, Христос или Ицос Доямас), e гъркомански деец, предводител на гръцка андартска чета в Македония.

## Биография
Христо Доямов е роден в гумендженското село Баровица, което тогава е в Османската империя, днес Кастанери, Гърция. Братовчед е на четиримата андартски дейци Гоно (Гонос), Лазар (Лазарос), Димитър (Митрос) и Траян (Траянос) Доямови. Присъединява се към андартските чети в Източна Македония и действа в района на Ениджевардарското езеро до 1907 година. След това оглавява собствена чета, която действа срещу българските чети в Боймията, Гевгелийско, Паяк и Мъглен до Младотурската революция в 1908 година.
В 1916 година четата на Гоно Доямов е нападната от българска чета, като загиват Христо Доямов и зетят на Гоно, Георги Кехая.